# Frank Köllges

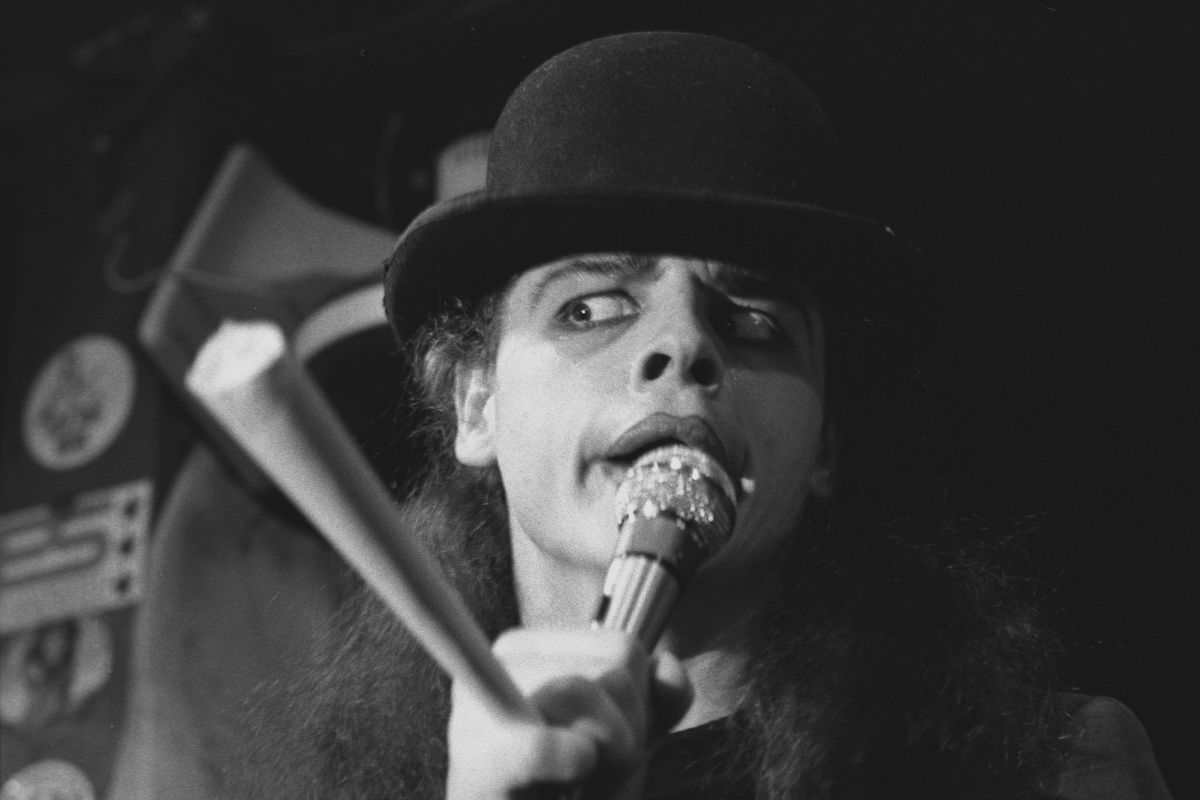
Frank Köllges mit padlt noidlt im „Logo“ in Hamburg, Januar 1980

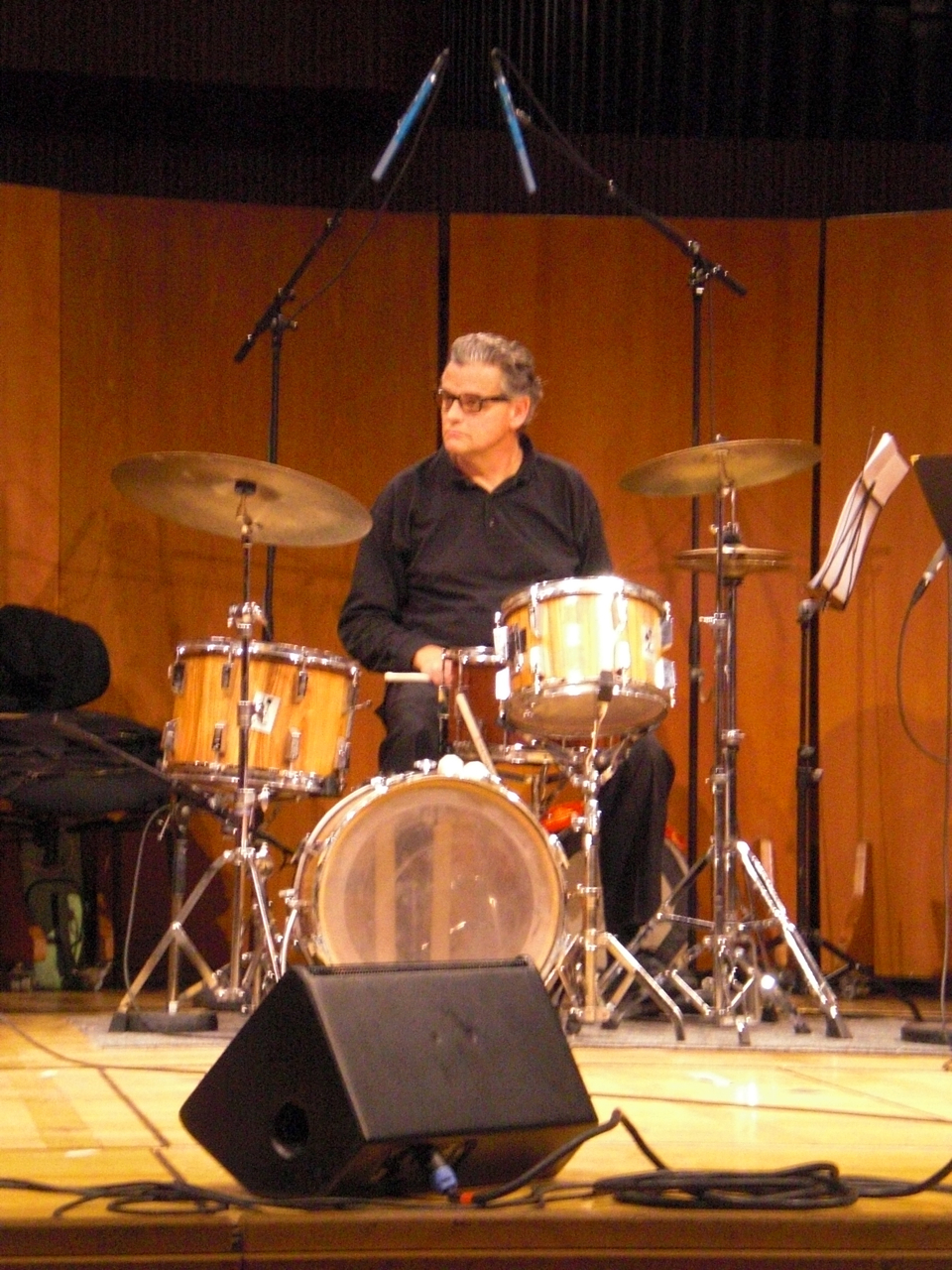
Frank Köllges (bei der Uraufführung von Albrecht Maurers Protuberanza 2009)

Frank Köllges (Pseudonym: Adam Noidlt) (* 18. November 1952 in Düsseldorf; † 1. Januar 2012 in Neuss) war ein deutscher Jazz-Perkussionist, Komponist und Performancekünstler.

## Leben und Wirken
Köllges war einer der Söhne des Architekten Hans Köllges, der sich auch als Fotograf und Maler betätigte und eine wichtige Rolle im Künstlerverein Malkasten hatte.
 
Er gründete 1969 mit Michael Jansen die Performance-Gruppe padlt noidlt. Zwischen 1970 und 1975 studierte er an der Hochschule für Musik und darstellende Kunst in Graz und der Hochschule für Musik Köln. In dieser Zeit spielte er mit Frédéric Rabold. Mit Rainer Linke und Andy Lumpp gründete er 1975 das Kölner Jazz-Trio. Daneben spielte er in der Gruppe Third Eye um zunächst Jan Huydts, dann Rob van den Broeck und Ali Haurand. In den Folgejahren führte er drei Festivals mit seiner Gruppe durch und wurde 1979 Kapellmeister von padlt noidlt – Das wahnsinnige Orchester des Zirkus Roncalli. Mit Reiner Winterschladen, Michael Heupel, Markus Wienstroer, Walfried Böcker und seinem jüngeren Bruder Lutz Köllges (* 1956) gründete er 1980 die Gruppe Klimarkant. Temporär komplettierte er die Düsseldorfer Industrial-Band Die Krupps, mit der er 1981 die Urversion der Stahlwerksinfonie einspielte, welche vom New Musical Express zur „LP der Woche“ ernannt wurde.
Frank Köllges war jahrelang Schlagzeuger in verschiedenen Formationen um Michael Sell. Nach einer Ausbildung als Steuermann und Sozialpädagoge an Bord des Segelschulschiffes Sigandor gründete er mit Mike Herting und Valerie Kohlmetz 1983 die Gruppe härte 10, mit der drei Alben entstanden. Mit seinem Adam Noidlt Intermission Orchestra eröffnete er (unter anderen mit Ingo Kümmel) 1987 die documenta 8 in Kassel. Mit der Gruppe trat er in den Folgejahren in Köln, Düsseldorf und zur Eröffnung der Art Basel auf. 1989 begann seine Zusammenarbeit mit Ulrich Tukur, mit dem er 1990 eine Tournee unternahm.

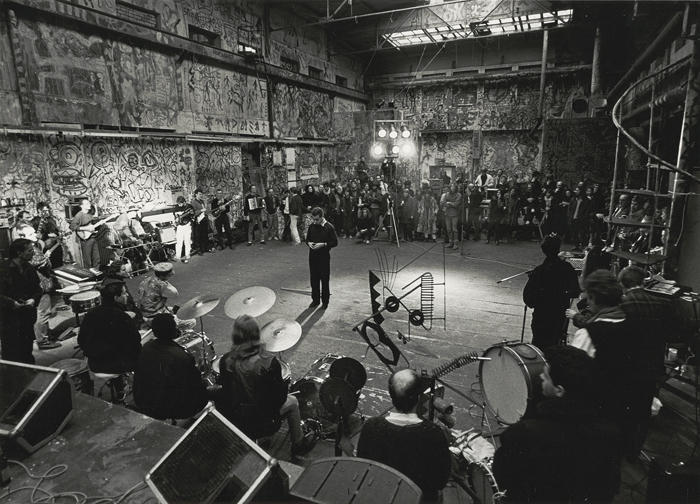
Frank Köllges bei einer öffentlichen Probe der Gruppe Intermission Orchestra in der Stollwerck-Maschinenhalle in Köln, 28. Dezember 1986, fotografiert von Eusebius Wirdeier

Köllges trat seit dieser Zeit bei verschiedenen Festivals auf, beteiligte sich an Theater- und Rundfunk- und Fernsehprojekten und arbeitete im Duo u. a. mit Michael Riessler, Gunter Hampel, der Malerin Barbara Heinisch und  dem Lyriker Thomas Kling. Daneben entstanden mehrere CDs mit Norbert Steins Pata Orchester. Seit 1997 arbeitete er an dem Projekt Die Planetenfahrer, bei dem einhundert Künstler, Wissenschaftler und Techniker eine dreijährige Weltreise auf einem zur Universität umfunktionierten Containerschiff unternehmen sollten. 2000 gründete er das Modern Percussion Quintett mit Hans Kanty, Achim Krämer, Peter Eisold und Martin Blume, 2001 folgte AUTOFAB mit Jan Klare und Hartmut Kracht. Sein 1999 gegründetes Ensemble Adam Noidlt Missiles gestaltete das Eröffnungskonzert Winternacht in der Autostadt Wolfsburg. 2005 gründete er das Bimbotown-Orchester Leipzig.
Er starb nach einer längeren Krebserkrankung in einem Hospiz.

## Diskographie
- Sweet Nightmares
- Toscana Emotion
- Knispel Nie
- 25 Jahre Moers-Festival
- Frank Köllges – Jeffrey Morgan
- Adam Noidlt Intermission
- Die Steine der Singenden
- Adam Noidlt Missiles
- Thomas Kling-Oswald von Wolkenstein
- Der Braunschweiger Dom
- Der Wienerplatz
- Das Maschinen-Konzert
- Live im Pott
- Härte 10 1983
- Härte 10 1985
- Härte 10 Gugu Dada[3]